# Masters (simning)
Masters är en tävlingsform i simning där deltagarna ska ha fyllt minst 25 år. Tävlingarna är indelade i åldersgrupper, i 5-årsintervaller: 25–29 år, 30–34 år, 35–39 år osv.
Vid stafettävlingar, med lag om fyra tävlande, är åldersintervallen utifrån lagmedlemmarnas sammanlagda ålder: 100–119 år, 120–159 år, 160–199 år osv.
Bland de större tävlingarna märks Masters-SM (officiellt mästerskap), Masters-NM, Masters-EM och Masters-VM.